# Scott Freymond
Scott Freymond es un jugador de baloncesto profesional estadounidense, nacido en el estado de Washington, el 17 de octubre de 1980.

## Carrera deportiva
Scott Freymond ha jugado en varios equipos, en México jugó para los Mineros de Cananea con quien quedó subcampeón del CIBACOPA en el 2006 y en el 2007 para los Halcones UV Xalapa en la LNBP
En el 2008 y 2009 jugó para los Bremen Roosters de Alemania.
Actualmente juega para los VfL Kirchheim Knights de la Liga de baloncesto de Alemania.
- Datos: Q6122573